# FK Brodek u Přerova

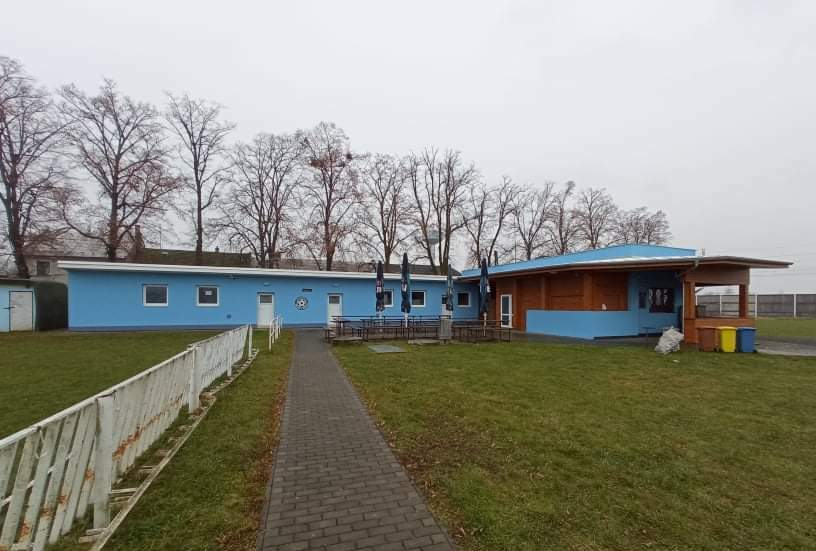
Budova šaten Brodek

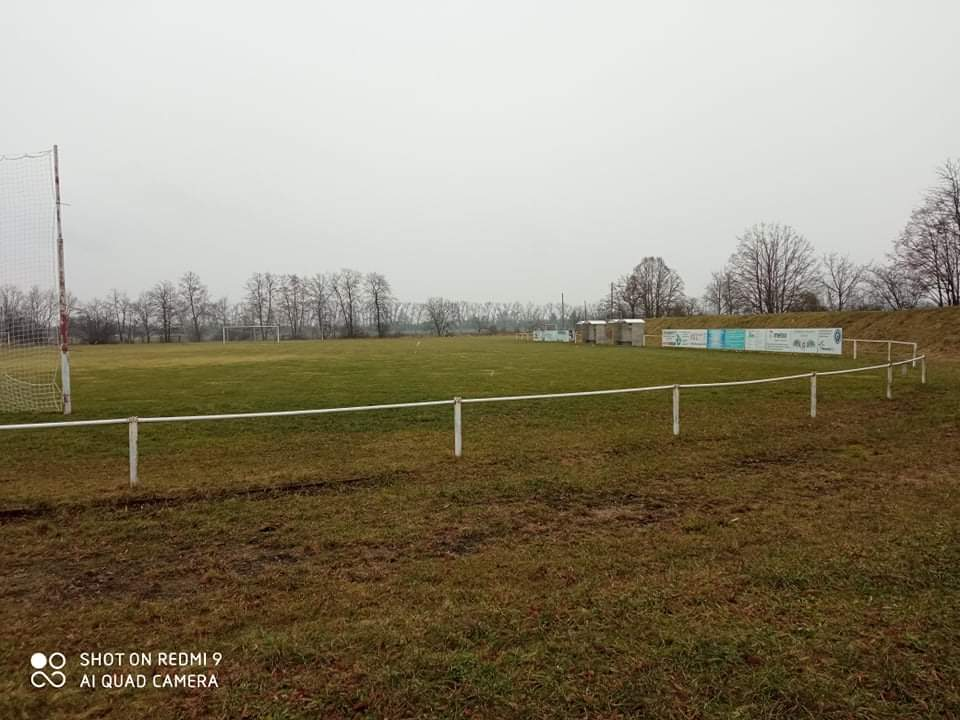
Stadion Brodek

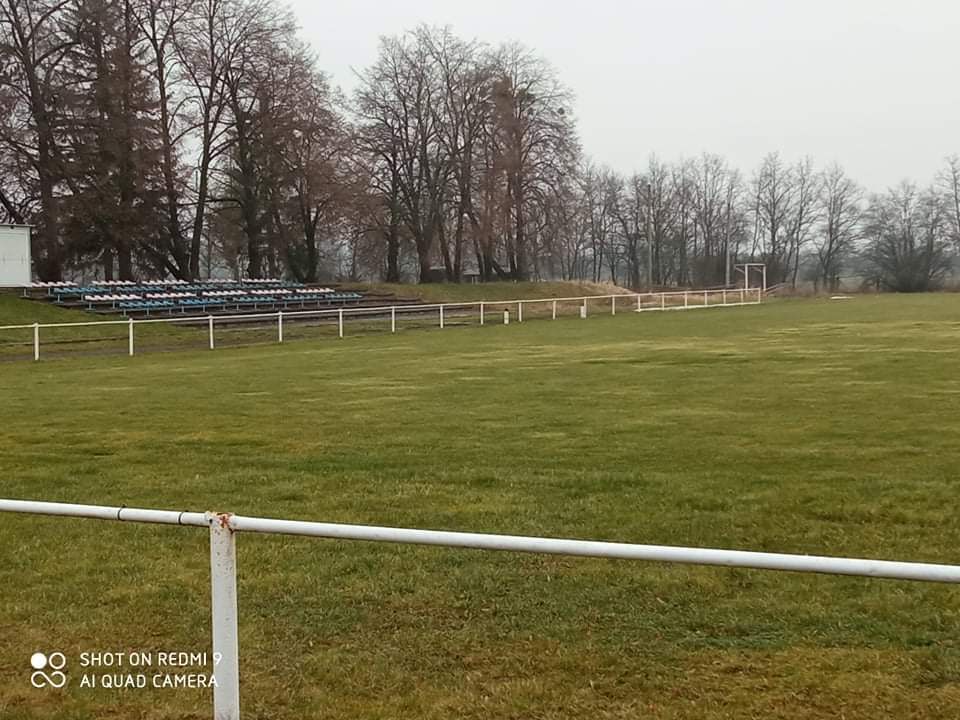
stadion FK Brodek

FK Brodek u Přerova je český fotbalový klub z městyse Brodek u Přerova, hrající od sezóny 2020/21 Krajský přebor Olomouckého kraje (5. nejvyšší soutěž). Klub byl založen 9. července roku 1930 pod názvem SK Brodek. Klubovými barvami jsou modrá a bílá. Své domácí zápasy odehrává na stadionu FK v Tyršově ulici.

## Historické názvy
Zdroj: 
- 1930 – SK Brodek (Sportovní klub Brodek)
- 1949 – TJ Sokol Brodek u Přerova (Tělovýchovná jednota Sokol Brodek u Přerova)
- 1956 – TJ Slavoj Brodek u Přerova (Tělovýchovná jednota Slavoj Brodek u Přerova)
- 1991 – FK Brodek u Přerova (Fotbalový klub Brodek u Přerova)

## Historie

### Vznik klubu a historie od roku 1930 do 1950
Klub vznikl 9. července 1930, kdy byla svolána informační schůze v hostinci p. Pavlíka za tímto účelem. Na schůzi bylo přítomno 64 zájemců.
Následně bylo zažádáno o začlenění do Hanácké župy sportovní, jemuž bylo vyhověno a bylo přikročeno k získávání vhodných pozemků pro sportovní hřiště. Po dlouhém vyjednávání s různými majiteli bylo rozhodnuto pronajmout pozemky za kyslikárnou.
Poté bylo přikročeno k úpravě hřiště, které bylo dokončeno během jednoho týdne za účasti všech členů a uzpůsobeno pro kopanou.
Den 16. srpna 1930 byla svolána do hostince p. Pavlíka I. řádná valná hromada, která byla velmi hojně navštívena a do výboru byli zvoleni následující členové:
Oldřich Urbášek - předsedou, Boh. Ptáček - I. místopředsedou, Antonín Kalabus - II. místopředsedou, Jindřich Vybíral - sekretářem, Jindřich Suchomel - pokladníkem, Rafael Netopil - zapisovatelem, Čeněk Tvrdý - hospodářem, Ferdinand Habáň, Arnošt Strnad, Jan Kabilka a Fr. Brlica členy výboru.
Barvami klubu byly bílé trika a modré trenky, později byly změněny na trika tmavě rudá a trenky bílé.
První sportovní karneval se pořádal dne 7. února 1931 v hostinci p. Pavlíka za velmi hojné účasti místních občanů a skončil neobyčejně dobrým morálním i finančním úspěchem.
Na valné hromadě 30. května 1931 byl p. Oldřich Urbášek jmenován prvním čestným členem SK Brodku za mimořádné zásluhy o klub.
30. ledna 1932 se II. sportovní karneval poprvé uskutečnil v místní sokolovně.
V tomto roce byly na hřišti postaveny šatny za finanční podpory Akciového pivovaru v Přerově. K šatnám byla později přistavena tribuna, též hrací plocha byla ohrazena barierou.
Od roku 1936 pak hrál SK Brodek v I.B třídě, což byl největší meziválečný úspěch.
Roku 1940, v rámci oslav 10letého trvání klubu je odehráno několik přátelských zápasů se zvučnými soupeři. K nejvýznačnějším z těchto zápasů patří utkání proti mužstvu SK Hradec Králové (dnešní FC Hradec Králové, aktuálně hrající Fotbalovou národní ligu).
V témže roce svou účast na pohárovém turnaji v Majetíně fotbalisté SK Brodek přeměnili v celkové vítězství a naše mužstvo vyhrálo putovní pohár Gusty Krista.
5. července 1947 je odehráno přátelské utkání s dalším ze zvučných soupeřů a to týmem SK Slezan Opava (dnešní SFC Opava, aktuálně hrající 1. českou fotbalovou ligu) na jeho hřišti v Opavě, který skončil slavnou remízou 5:5.
20. května 1948 došlo k reorganizaci ve sportovní činnosti a z tohoto důvodu byl SK Brodek převeden pod TJ (tělovýchovnou jednotu) Sokol.
24. července 1948 SK Brodek přivítal na svém hřišti další slavné jméno a to tým SK Čechie Karlín, tehdy účastníka 1. československé fotbalové ligy, jenž byl jeden z nejstarších českých fotbalových klubů (založen roku 1898). Zápas fotbalisté SK Brodek prohráli 1:5, ale ještě ani ne 15 minut před koncem to bylo jen 1:2.
Od 5.1. 1949 změna názvu z SK Brodek na TJ Sokol Brodek u Přerova.

### Období od roku 1951 do 1980
V padesátých letech hrával oddíl Krajskou soutěž, další desetiletí se účastnil převážně I.B třídy. Rok 1966 však znamená pro družstvo sestup do okresního přeboru, od přelomu 60. a 70. let se však v Brodku chodí opět na I.B třídu - místní Slavoj hned v prvním roce svého účinkování obsazuje bronzovou příčku.
V roce 1956 změněn název na TJ Slavoj Brodek u Přerova

### Období od roku 1981 do 1992
Osmé desetiletí je v Brodku ve znamení sestupu do okresního přeboru a opětovného návratu do I.B třídy. Léta osmdesátá pak přivádí do městyse znovu krajskou soutěž a mužstvu se celkem daří. I přesto se nedokáže ubránit sestupu, který přichází začátkem 90. let.
13. června 1991 byla ustavující schůze FK Brodek u Přerova a nadále se fotbal v Brodku hraje pod tímto názvem.

### Období od roku 1993 do současnosti
Rok 1993 je pak obdobím, kdy se Brodek nachází opět pouze v okresním přeboru Přerovska. Návrat do I.B třídy se sice podařil až za čtyři roky, byl však parádní. V sezóně 1997/98 Brodek soutěž vyhrává a zajišťuje si místenku do I.A třídy. Té pak kraluje v ročníku 2001/2002 a z 1. místa postupuje do Krajského přeboru, což je zatím největším klubovým úspěchem.
Od roku 2006 se v Brodku se střídavými úspěchy hraje I.A třída, ovšem ani tak se nevyhne sestupu o patro níž a po několika sezonách v I.B třídě se opět v sezoně 2015/2016 vrací do I.A třídy.
V sezoně 2019/20 klub zvítězil v nedohrané sezoně I.A třídy, skupiny B a po 14 letech se tak vrací do Krajského přeboru Olomouckého kraje.
Do dnešního dne má FK Brodek u Přerova přes 300 evidovaných členů.

## Soupiska

### Brankáři
- David Šarman
- Petr Bělík
- Ondřej Běhalík

### Obránci
- Jan Omelka (kapitán)
- Adam Glauder
- Filip Šebesta
- Filip Zedek
- Tomáš Vařecha
- David Mlčoch
- Jakub Nezval

### Záložníci
- Daniel Chytil
- Štěpán Němec
- Ondřej Zatloukal
- Jan Kudlička
- Petr Bogdaň
- Zdeněk Kudlička
- Tomáš Malenda
- Dan Štěpánek

### Útočníci
- Alfred Složil
- Michal Krátký
- Petr Bundil
- Lukáš Bundil

## Umístění v jednotlivých sezonách
Zdroj: 
Legenda: Z - zápasy, V - výhry, R - remízy, P - porážky, VG - vstřelené góly, OG - obdržené góly, +/- - rozdíl skóre, B - body, červené podbarvení - sestup, zelené podbarvení - postup, fialové podbarvení - reorganizace, změna skupiny či soutěže
| Československo (1945 – 1993) |                                           |        |    |    |       |    |    |    |     |    |        |
| Sezóny                       | Liga                                      | Úroveň | Z  | V  | R     | P  | VG | OG | +/− | B  | Pozice |
| ...                          |                                           |        |    |    |       |    |    |    |     |    |        |
| 1964/65                      | I. B třída Severomoravského kraje – sk. C | 5      | 22 | 4  | 6     | 12 | 33 | 51 | −18 | 14 | 11.    |
| 1965/66                      | I. B třída Severomoravského kraje – sk. C | 6      | 22 | 6  | 3     | 13 | 21 | 58 | −37 | 15 | 12.    |
| ...                          |                                           |        |    |    |       |    |    |    |     |    |        |
| 1974/75                      | I. B třída Severomoravského kraje – sk. E | 7      | 22 | 7  | 7     | 8  | 38 | 39 | −1  | 15 | 7.     |
| 1975/76                      | I. B třída Severomoravského kraje – sk. E | 7      | 22 | 13 | 4     | 5  | 48 | 33 | +15 | 30 | 2.     |
| 1976/77                      | I. B třída Severomoravského kraje – sk. E | 7      | 22 | 8  | 4     | 10 | 34 | 37 | −3  | 20 | 9.     |
| ...                          |                                           |        |    |    |       |    |    |    |     |    |        |
| Česko (1993 – )              |                                           |        |    |    |       |    |    |    |     |    |        |
| Sezóny                       | Liga                                      | Úroveň | Z  | V  | R     | P  | VG | OG | +/− | B  | Pozice |
| ...                          |                                           |        |    |    |       |    |    |    |     |    |        |
| 2001/02                      | I. A třída Hanácké župy – sk. B           | 6      | 26 | 16 | 5     | 5  | 57 | 30 | +27 | 53 | 1.     |
| 2002/03                      | Přebor Olomouckého kraje                  | 5      | 30 | 12 | 9     | 9  | 47 | 40 | +7  | 45 | 6.     |
| 2003/04                      | Přebor Olomouckého kraje                  | 5      | 30 | 10 | 7     | 13 | 31 | 44 | −13 | 37 | 11.    |
| 2004/05                      | Přebor Olomouckého kraje                  | 5      | 28 | 13 | 7     | 8  | 55 | 40 | +15 | 46 | 5.     |
| 2005/06                      | Přebor Olomouckého kraje                  | 5      | 30 | 5  | 10    | 15 | 45 | 80 | −35 | 25 | 15.    |
| 2006/07                      | I. A třída Olomouckého kraje – sk. B      | 6      | 26 | 8  | 2     | 16 | 43 | 59 | −16 | 26 | 14.    |
| 2007/08                      | I. B třída Olomouckého kraje – sk. B      | 7      | 26 | 20 | 2     | 4  | 72 | 27 | +45 | 62 | 1.     |
| 2008/09                      | I. A třída Olomouckého kraje – sk. B      | 6      | 26 | 12 | 4     | 10 | 62 | 50 | +12 | 40 | 6.     |
| 2009/10                      | I. A třída Olomouckého kraje – sk. B      | 6      | 26 | 8  | 5     | 13 | 48 | 71 | −23 | 29 | 10.    |
| 2010/11                      | I. A třída Olomouckého kraje – sk. B      | 6      | 26 | 7  | 1     | 18 | 31 | 74 | −43 | 22 | 13.    |
| 2011/12                      | I. B třída Olomouckého kraje – sk. B      | 7      | 26 | 8  | 1     | 17 | 43 | 68 | −25 | 25 | 12.    |
| 2012/13                      | I. B třída Olomouckého kraje – sk. B      | 7      | 26 | 11 | 6     | 9  | 52 | 47 | +5  | 39 | 7.     |
| 2013/14                      | I. B třída Olomouckého kraje – sk. A      | 7      | 26 | 9  | 4     | 13 | 51 | 49 | +2  | 31 | 12.    |
| 2014/15                      | I. B třída Olomouckého kraje – sk. A      | 7      | 26 | 10 | 6     | 10 | 53 | 44 | +9  | 36 | 5.     |
| 2015/16                      | I. A třída Olomouckého kraje – sk. B      | 6      | 26 | 9  | 6     | 11 | 45 | 51 | −6  | 33 | 8.     |
| 2016/17                      | I. A třída Olomouckého kraje – sk. B      | 6      | 26 | 15 | 2 / 1 | 8  | 80 | 48 | +32 | 50 | 2.     |
| 2017/18                      | I. A třída Olomouckého kraje – sk. B      | 6      | 26 | 15 | 1 / 5 | 5  | 70 | 36 | +34 | 52 | 2.     |
| 2018/19                      | I. A třída Olomouckého kraje – sk. B      | 6      | 26 | 12 | 5 / 1 | 8  | 54 | 45 | +8  | 47 | 4.     |
| 2019/20 **                   | I. A třída Olomouckého kraje – sk. B      | 6      | 14 | 11 | 1 / 0 | 2  | 47 | 17 | +30 | 35 | 1.     |
| 2020/21 **                   | Přebor Olomouckého kraje                  | 5      | 10 | 5  | 3 / 0 | 5  | 19 | 31 | -12 | 12 | 12.    |
| 2021/22                      | Přebor Olomouckého kraje                  | 5      | 30 | 12 | 4 / 3 | 18 | 46 | 77 | -31 | 35 | 12.    |
| 2022/23                      | Přebor Olomouckého kraje                  | 5      | 30 | 15 | 5     | 10 | 53 | 46 | +7  | 50 | 5.     |
| 2023/24                      | Přebor Olomouckého kraje                  | 5      | 30 | 14 | 5     | 11 | 75 | 62 | +13 | 47 | 6.     |
| 2024/25                      | Přebor Olomouckého kraje                  | 5      | 30 | 13 | 4     | 13 | 57 | 58 | −1  | 43 | 9.     |

Poznámky:
- Od ročníku 2016/17 včetně se hraje v Olomouckém kraji tímto způsobem: Pokud zápas skončí nerozhodně, kope se penaltový rozstřel. Jeho vítěz bere 2 body, poražený pak jeden bod. Za výhru po 90 minutách jsou 3 body, za prohru po 90 minutách není žádný bod.
- Od ročníku 2022/23 včetně se hraje v Olomouckém kraji tímto způsobem: Pokud zápas skončí nerozhodně, nekope se již penaltový rozstřel. Oba týmy berou jeden bod. Za výhru po 90 minutách jsou 3 body, za prohru po 90 minutách není žádný bod.

**= sezony předčasně ukončena z důvodu pandemie covidu-19.

## FK Brodek u Přerova „B“
FK Brodek u Přerova „B“ je rezervní tým brodeckého FK, který aktuálně působí v Okresním přeboru - Přerov (8. nejvyšší soutěž).
V sezoně 2013/2014 Okresní soutěž FK Brodek u Přerova „B“ vyhrál a v sezoně 2014/2015 působil v Okresním přeboru - Přerov. Poté sestoupil opět do Okresní soutěže - Přerov.
Taktéž v sezoně 2021/2022 Okresní soutěž FK Brodek u Přerova „B“ vyhrál (20 zápasů, 20 výher, na penalty 6/0, skore 78:32, 54 bodů) a od sezony 2022/2023 působí v Okresním přeboru - Přerov.
Rezervní tým byl založen v roce 1997.

## Soupiska

### Brankáři
- Josef Klíma
- Petr Bělík

### Obránci
- Ivo Horák st.
- Albert Složil
- Marek Malenda
- Lukáš Hruška
- Miroslav Navrátil
- Libor Bednařík
- Vladimír Heger

### Záložníci
- Petr Stejskal (kapitán)
- Jiří Nezhyba
- Ivo Horák ml.
- Radoslav Látal
- Josef Kouřil
- Jan Durčák
- František Lašák

### Útočníci
- Jaroslav Přikryl
- Jiří Sedláček
- Kryštof Kocian
- Michal Gluch